# Gabriella Marchi
Gabriella "Lella" Marchi (Rimini, 23 luglio 1956 – Rimini, 22 gennaio 1990) è stata una ginnasta italiana.

## Biografia
Nata a Rimini nel 1956, iniziò a praticare la ginnastica artistica relativamente tardi, a 12 anni, nel 1968, tesserandosi con la S.G. Romeo Neri della sua città.
Nel 1971 vinse due medaglie ai Giochi del Mediterraneo di Smirne, un bronzo nel concorso individuale e l'oro nel concorso a squadre insieme ad Alberti, Bovani, Fiammenghi, Peri e Storai.
A 16 anni partecipò ai Giochi olimpici di Monaco di Baviera 1972, in tutte e sei le gare, chiudendo 12ª nel concorso a squadre con 349,800 punti, 48ª nel concorso individuale con 70,950, 33ª al corpo libero con 18,050, 26ª alle parallele asimmetriche con 18,450, 47ª alla trave con 17,300 e 91ª nel volteggio con 17,150. Negli ultimi cinque casi non riuscì ad accedere alla finale, riservata alle sei con i migliori punteggi delle qualificazioni per le finali degli attrezzi, alle migliori 36 nel concorso individuale.
Nel 1973 fu campionessa italiana nel concorso generale individuale ai campionati italiani assoluti e diventò capitana della nazionale azzurra.
Nello stesso anno prese parte agli Europei di Londra 1973, mentre l'anno successivo fu di scena ai Mondiali di Varna 1974.
Chiuse la carriera nel 1976, a 20 anni, rimanendo comunque nel mondo della ginnastica artistica come istruttrice giovanile, prima alla S.E.F. Virtus di Bologna, poi all'Edera di Ravenna, collaborando anche con la Federazione nazionale. In seguito fu anche giudice di gara.
Morì nel 1990, a soli 33 anni, dopo un malore in palestra che la portò in coma per un giorno. Tre anni prima le era stato diagnosticato un angioma congenito. A lei è intitolata una via di Rimini, nella frazione di Corpolò.

## Palmarès

### Giochi del Mediterraneo
- 2 medaglie:
  - 1 oro (Concorso a squadre a Smirne 1971)
  - 1 bronzo (Concorso individuale a Smirne 1971)

### Campionati italiani assoluti
- 1 medaglia:
  - 1 oro (Concorso generale individuale nel 1973)